# 馮上知
冯上知（1559年—1617年），字元靖，號蘅洲，河南衛輝府獲嘉縣軍籍。明朝政治人物、進士出身。

## 生平
万历十年（1582年）壬午科舉人，十七年（1589年）己丑科进士，初授安肅縣知縣，擢户部主事，調兵部，二十五年丁酉（1597年）典試湖廣，得熊廷弼等人，再调吏部。二十六年、三十二年，两充同考官，所取士皆一时名俊，京师有桃李春官之誉。二十六年御史趙文炳劾其受麻城縣知縣游朋孚二百金爲其游说，免官家居。丁父憂，服闋，起南工部，升户部郎中。丁母张太安人憂，三十八年庚戌（1610年）服闋，起北户部郎中，升光禄寺少卿，以劾歸。

## 著作
著有《皇华日札》、《京楚退思录》。

## 家族
曾祖冯世昌，正德六年进士，官兵科给事中。祖一泉公，父冯效孝，官司训。
夫人宋氏，子冯兆鳞，字稚仁，廪生，娶都御史劉易從女，继娶千户钱绍贺女。弟冯上宾，天启二年进士。